# Zgornja Bačkova
Zgornja Bačkova je naselje v Občini Sveta Ana.